# Physopyxis ananas
Physopyxis ananas es una especie de peces de la familia Doradidae en el orden de los Siluriformes.

## Morfología
• Los machos pueden llegar alcanzar los 2,2 cm de longitud total.

## Hábitat
Es un pez de agua dulce y de clima tropical.

## Distribución geográfica
Se encuentran en Sudamérica:  cuencas de los ríos  Amazonas (incluyendo el río Negro) y  Esequibo .